# Millepertuis perforé
Hypericum perforatum
Espèce
Classification APG III (2009)
Statut de conservation UICN

 LC  : Préoccupation mineure

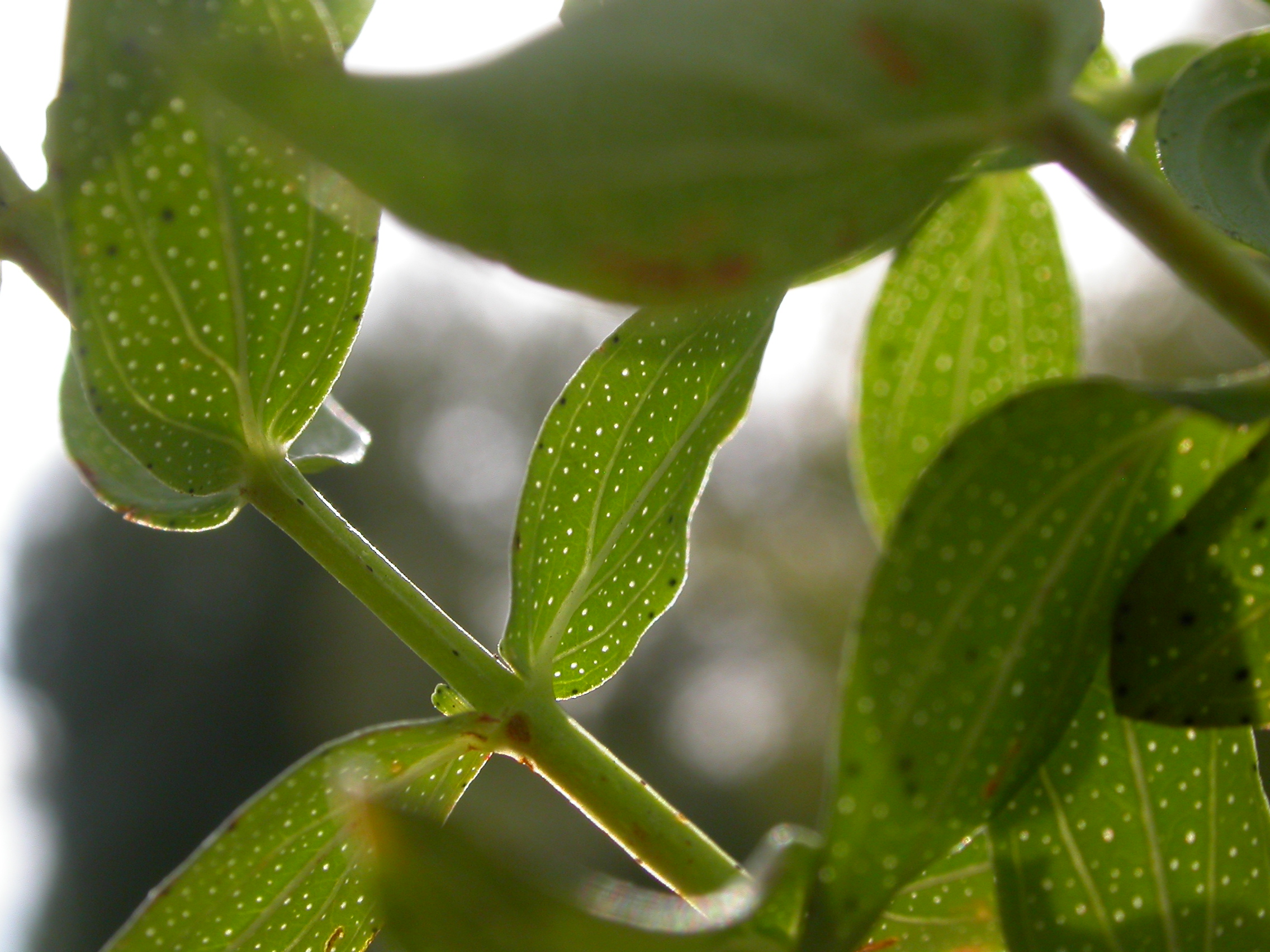
Tige à 2 côtes saillantes et poches sécrétrices transparentes présentes sur le limbe.

Le Millepertuis perforé, Millepertuis commun ou Millepertuis officinal (Hypericum perforatum L.) est une espèce de plantes à fleurs de la famille des Clusiacées selon la classification classique (ou des Hypéricacées selon la classification phylogénétique).
C'est une plante herbacée vivace. Les poches sécrétrices transparentes présentes sur le limbe des feuilles allongées donnent l'impression de multiples perforations, particularité à l'origine du nom de millepertuis qui signifie mille trous.
Parmi toutes les espèces de millepertuis formant le genre Hypericum, l'appellation sans épithète de millepertuis désigne généralement le Millepertuis perforé.
Utilisée en médecine et largement popularisée pour ses effets antidépresseurs, la plante porte de nombreux surnoms dont le plus célèbre est celui d'herbe de la Saint-Jean. Elle a de nombreuses interactions médicamenteuses.

## Noms vernaculaires
- En français, plus de 40 noms retrouvés dont : herbe de la Saint-Jean, herbe de Saint Eloi, Barbe de Saint-Jean, herbe aux fées, herbe aux mille vertus, herbe du tonnerre[1], chasse-diable[2], herbe à mille trous, herbe percée, herbe à la brûlure, herbe aux piqûres, herbe du charpentier, trascalan, truchereau, trucheron, trucheron jaune...
- En allemand : Blutkraut, Feldhopfenkraut, Herrgottsblut, Hexenkraut, Johannisblut, Johanniskraut, Konradskraut, Mannskraft, Tüpfelhartheu, Waldhopfenkraut, Walpurgiskraut...
- En anglais : St John’s wort (« herbe de saint-Jean »), balm of warrior (« baume de guerrier »), touch and heal (« toucher et guérir »).
- En basque : milazilo
- En bulgare : Жълт кантарион (Jalt Kantarion ou Jult kantarijon)
- En catalan : pericó, herba de sant Joan
- En espagnol : hipericón, corazoncillo (« petit cœur »), hierba de San Juan ou yerba de San Juan (« herbe de saint-Jean »).
- En espéranto : hiperiko trapunkta.
- En francique rhénan lorrain : gehonskrudd (« herbe de Saint Jean »)
- En danois : prikbladet perikon (« feuille à trous pericum »)
- En finnois : mäkikuisma (« côme des collines »)
- En gascon : èrba de Sent-Jan, trigalan, triscairam, èrba d'envren (« herbe à venin »), èrba deus verens (« herbe des venins »), periglada, periclada, perigleta, pericon (dérivé probable de Hypericum), arnaudet, mila-uelh (« mille yeux »)
- En grec : Βάλσαμο (qui a donné « baume » en français, balm en anglais)
- En irlandais: beathnua (qui a donné la »vie nouvelle») luibh Eoin Baiste (« herbe de saint-Jean »).
- En italien : iperico ou erba di san Giovanni (« herbe de Saint Jean ») ou scacciadiavoli (« chasse-diables »)
- En letton asinszāle (« herbe de sang »)
- En luxembourgeois: Gehaanskraut: Haartnol
- En néerlandais : Sint-janskruid (« herbe de la Saint-Jean »)
- En norvégien : prikkperikum (« pericum à trous »)
- En occitan languedocien : trescalan, èrba de Sant-Joan, caça diable (« chasse diable »), tresflòri, èrba de tres galants, èrba de trescalan
- En occitan provençal : èrba de l'òli roge (« herbe à l'huile rouge »), èrba de Sant-Jan, trescalan
- En portugais Erva-de-são-joão : (« herbe de Saint Jean »): hipericão
- En polonais : dziurawiec (« plante à trous »)
- En roumain : sunătoare (« étym. pop. de sănătoare, < lat. sanatoria, celle qui rend sain, qui guérit»), pojarniţă (« du sl. pojar, incendie ou rougéole ; sens approximatif herbe contre les brûlures »)
- En russe : Зверобой продырявленный, ou обыкновенный
- En serbe : kantarion ou kantarijon, bogorodična trava (« herbe de la Mère de Dieu »), gospino zelje (« herbe de la sainte Vierge »), sentjanzovka (« de la Saint-Jean »), sentjanzevka (id.)
- En suédois : Johannesört ou äkta johannesört (« herbe de Saint Jean » ou « vraie herbe de Saint Jean »)
- En slovène: sentjanzevka

## Description
Plante vivace de 30 à 80 cm, elle est dotée d'une tige souterraine ligneuse et d'une tige dressée avec deux côtes saillantes bien marquées. Ses feuilles sessiles, elliptiques ou linéaires, obtuses, plus claires à la face inférieure, ont un limbe ponctué de glandes translucides à huile essentielle, et bordé de points noirs correspondant à des glandes à hypéricine (en), principe actif à l'origine de ses propriétés. Les larges panicules de grandes fleurs jaune vif (2-3,5 cm) apparaissent entre mai et septembre. Ces fleurs ont cinq sépales et cinq pétales également ponctués de noir. Les verticilles staminaux sont formés de trois faisceaux d'étamines. Les fruits sont des capsules ovales bien plus longues que le calice.

## Histoire
Dans l’Antiquité, l'usage médicinal du millepertuis, en particulier pour soigner les blessures, est décrit dans les ouvrages de Pline et de Dioscoride. Au Moyen Âge, il est considéré comme une plante magique associée à la magie blanche et fait l'objet de maintes superstitions, surtout en Europe centrale. Appelé le “chasse-diable” ou le “fléau du diable”, il est réputé pour éloigner les esprits diaboliques et les sorcières. À cette époque, les formes de troubles mentaux (dépression, mélancolie, troubles anxieux…) sont en effet considérés comme des possessions diaboliques, si bien qu'il n'est pas rare jusqu'au XIXe siècle de trouver un bouquet de millepertuis accroché aux portes des granges, aux fenêtres des maisons, ou d'en porter sur soi la nuit de la Saint-Jean (période de sa floraison).
Le millepertuis acquiert sa grande réputation de vulnéraire au XVIe siècle. Il est inscrit à la Pharmacopée française dès la première édition, en 1818. De la moitié du XIXe siècle au début du XXe siècle, il subit un énorme discrédit auprès des médecins « savants », mais la médecine populaire lui reste fidèle. La plante est réhabilitée par plusieurs spécialistes « au cours du XXe siècle comme topique cicatrisant et antiinflammatoire. Elle entre dans la composition du Baume tranquille appliqué en friction dans les rhumatismes chroniques. À la fin du XXe siècle, ses propriétés antidépressives sont encore peu évoquées. Aujourd’hui, la dépression est devenue l’indication majeure du millepertuis qui est considéré comme le premier antidépresseur naturel. Il est, par ailleurs, indiqué, en usage externe, pour le traitement des ulcères variqueux, crevasses, écorchures, gerçures, piqûres d’insectes et manifestations articulaires douloureuses. ».

## Habitat

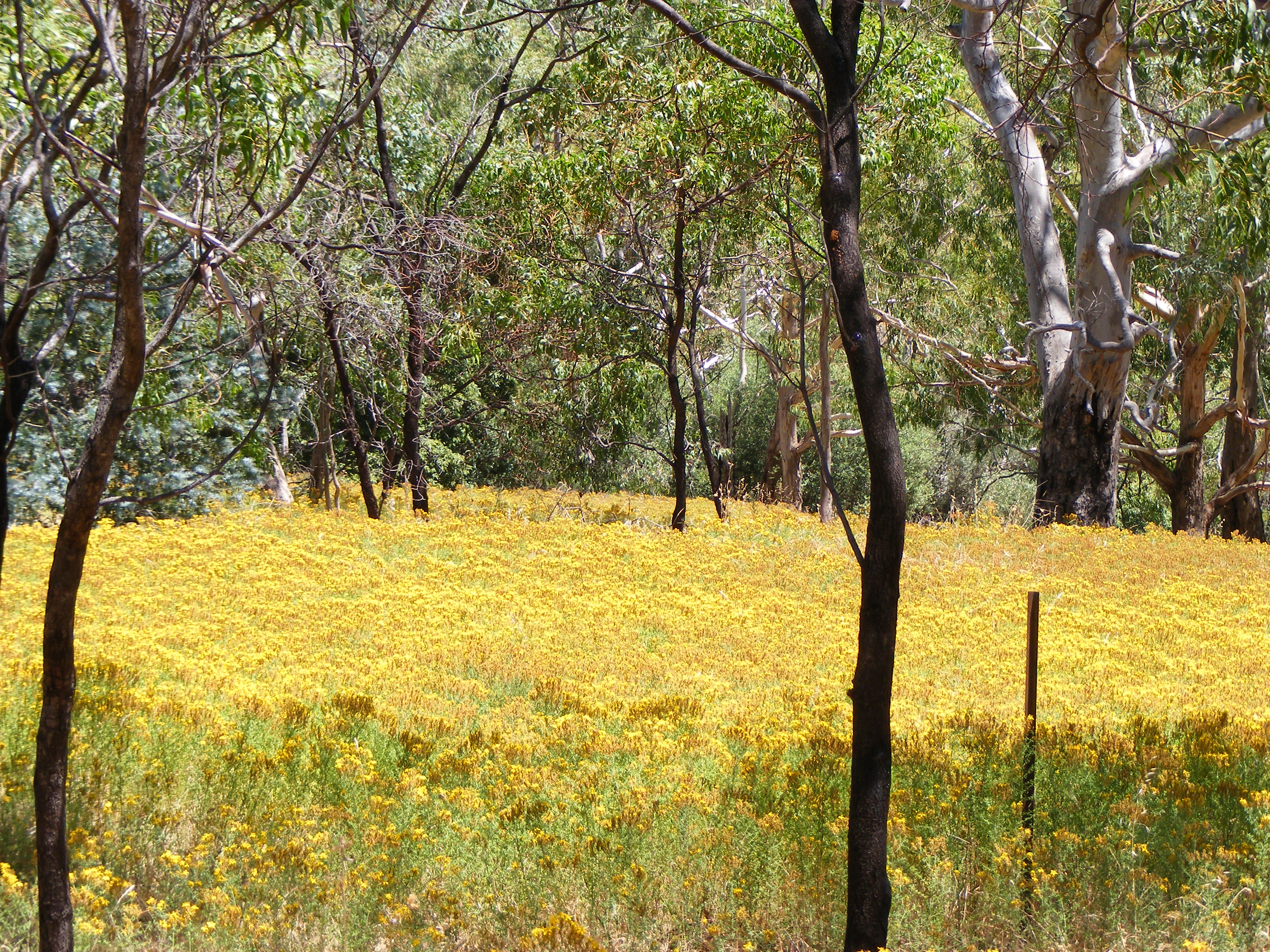
Champ de millepertuis perforé dans le Parc national Belair, dans le sud de l'Australie.

Il s'agit d'une plante sauvage héliophile et calcicole. Les bords des chemins, les lisières de forêt, prairies et talus secs, clairsemés et calcaires constituent ses habitats préférés. Le millepertuis craint l'ombre et l'humidité.

## Répartition
On le trouve dans toute l’Europe, en Asie, en Afrique du Nord et en Amérique du Nord.

## Statuts de protection, menaces
L'espèce n'est pas encore évaluée à l'échelle mondiale et européenne par l'UICN. En France elle est classée comme non préoccupante . Elle est considérée vulnérable (VU) en Provence-Alpes-Côte d'Azur.

## Utilisation en médecine

### Parties actives
Les sommités fleuries, cueillies au début de la floraison et séchées. Les fleurs doivent contenir 60 à 70 % de capsules immatures.[réf. nécessaire]

### Indications

#### Antitraumatique et anti-inflammatoire
Le millepertuis contient une huile essentielle qui est extraite par hydrodistillation des sommités fleuries ou par macération dans une autre huile pour former l'huile de millepertuis, appelée aussi huile de cantarion. C'est une préparation pharmaceutique utilisée depuis l'Antiquité pour ses propriétés anti-traumatiques, hémostatiques, cicatrisantes et anti-inflammatoire non stéroïdien.[réf. nécessaire]

#### Affections cutanées
On attribue à la plante des propriétés vulnéraires : c'est un émollient et un adoucissant pour la peau (en usage externe et immédiat). La plante entière, les fleurs ou les feuilles sont utilisées en traitement cutané pour leurs vertus apaisantes, mais elles peuvent provoquer des réactions de photosensibilisation. L’association millepertuis et soleil semble également augmenter le risque de cataracte. Cela serait dû à la présence d’hypéricine, un composé actif du millepertuis pouvant altérer le cristallin en présence de lumière.
Les fleurs de millepertuis servent, par macération dans l’huile, à la préparation de l’huile de millepertuis, une huile rouge qui est renommée pour le traitement des brûlures et des contusions.
Elle ne doit pas être employée pendant l'exposition solaire pour les raisons indiquées ci-dessus, mais comme après-soleil.

#### Dépression

##### Dépression majeure
L'analyse indépendante la plus récente, menée par le groupe Cochrane, a couvert 29 essais cliniques et plus de 5000 patients. Le millepertuis est d'une efficacité comparable aux ISRS, les antidépresseurs conventionnels, dans la dépression majeure. Sa tolérabilité est supérieure, puisqu'elle est comparable à celle d'un placebo soit, d'après le groupe Cochrane, des taux d'effets indésirables équivalents à la moitié et au cinquième des taux pour les ISRS et les tricycliques (exemple : imipramine), respectivement.

##### Dépressions légères et modérées
Les études sur le millepertuis dans les dépressions légères et modérées indiquent également une efficacité comparable à celle des antidépresseurs agissant sur la recapture de la sérotonine (ISRS).
Les effets antidépresseurs du millepertuis sont dus principalement à l'hyperforine (en usage interne et au long cours). Mais beaucoup des composants du millepertuis ont un effet inhibiteur sur les récepteurs du système nerveux central donc une action synergique est probable.
Il est aujourd'hui autorisé à la vente en tant que médicament, comme en Allemagne depuis 1984, car de nombreuses études cliniques ont prouvé son efficacité. La dernière étude, publiée en 2005, montre que le millepertuis est aussi efficace sur la durée que l'antidépresseur de référence (l’Imipramine), mieux toléré et avec moins de risques de rechute.

#### Troubles déficitaires de l'attention

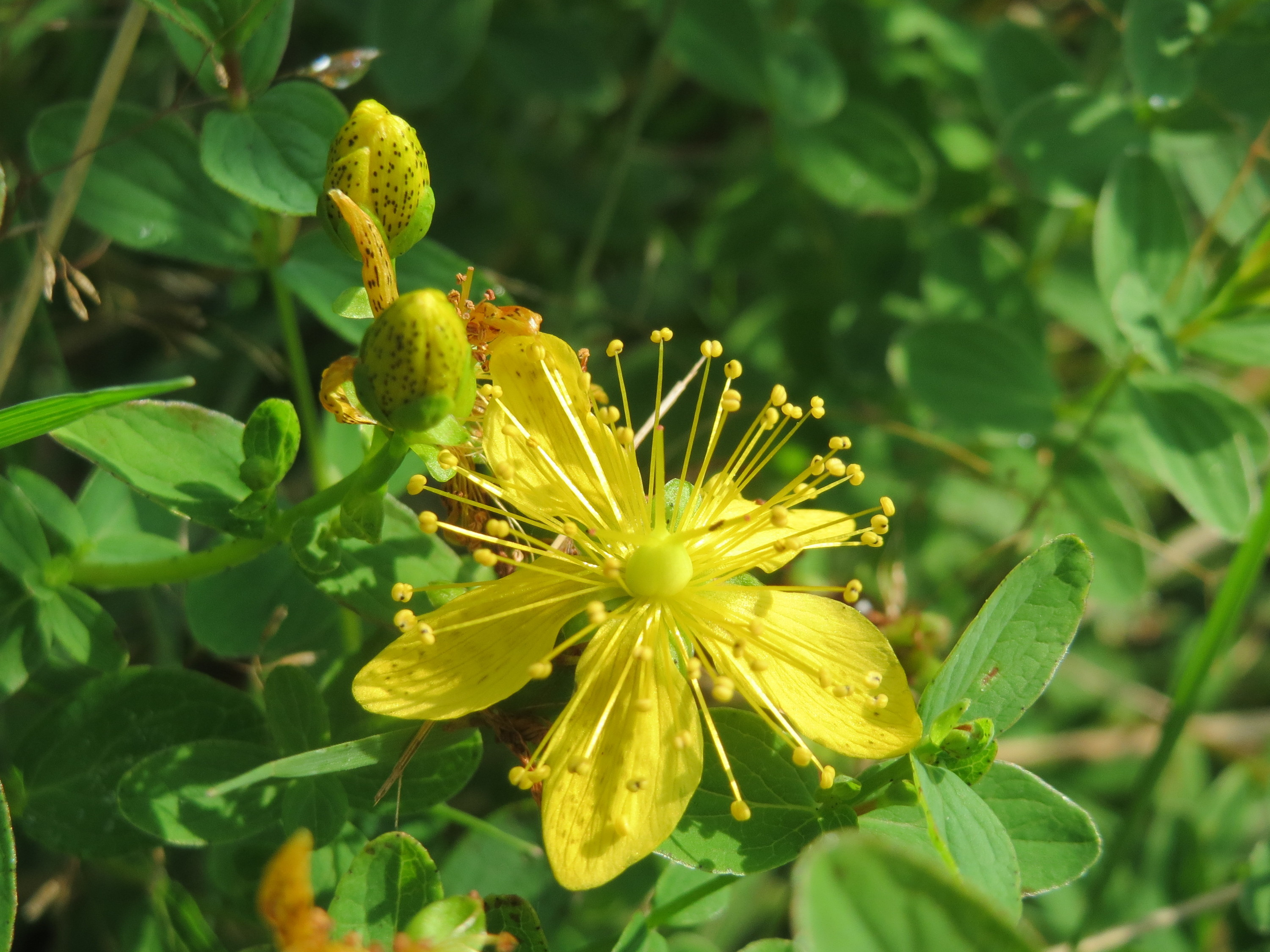
Lorsqu'on écrase un bouton floral entre le pouce et l'index, les minuscules glandes rouge vin en bordure des pétales libèrent leur pigment, l'hypéricine, qui rougeoie les doigts.

Il est également assez communément utilisé dans les troubles déficitaires de l'attention de l'enfant, du moins aux États-Unis avec, cependant, un effet contesté. Dans cette étude, l'extrait de millepertuis utilisé contenait à l'origine 0,3 % d'hypéricine mais les chercheurs l'ont laissé se dégrader jusqu'à ce qu'il ne contienne que 0,13 % d'hypéricine et 0,14 % d'hyperforine. Comme les concentrations d'hyperforine n'ont pas été établies au début de l'étude et les concentrations d'hyperforine et d'hypéricine étaient bien inférieures à celles utilisées dans d'autres études, il est difficile de tirer quelque conclusion que ce soit.
De plus, le réputé chercheur de la Harvard Medical School, le Dr Joseph Biederman, coauteur de l'étude contestant l'efficacité du millepertuis dans le trouble déficitaire de l'attention, a suscité la controverse quand le sénateur Charles E. Grassley a révélé d'importants conflits d'intérêts avec l'industrie pharmaceutique. En guise d'exemple, le New York Times relate que le Dr Biederman avait déclaré à Harvard n'avoir rien reçu de Johnson & Johnson en 2001, puis, pressé de revoir cette déclaration, avait déclaré 3 500 $; Johnson & Johnson révéla au sénateur Grassley que la compagnie lui avait en fait accordé 58,169 $ cette année-là. Le Times montre que le médecin n'avait pas révélé non plus la somme qu'il avait reçue d'Eli Lilly pour étudier le Strattera dans les troubles déficitaires de l'attention, puisque la compagnie révéla qu'il avait reçu une somme en fait supérieure à ce qui est permis pour un chercheur de Harvard. Peu avant l'intervention du sénateur Grassley, en 2007, le Dr Biederman était le second auteur en importance dans le domaine de la psychiatrie et le premier dans le domaine des troubles déficitaires de l'attention, d'après l'ISI.

### Effets secondaires et contre-indications
Le millepertuis est un inducteur du cytochrome p450, ce dernier étant un système enzymatique qui intervient dans le métabolisme de nombreux médicaments. Par ce biais, il peut diminuer ou augmenter l'efficacité de nombreux traitements.
Sans être comparables avec la gravité des effets indésirables des antidépresseurs médicamenteux[réf. nécessaire], de nombreuses interactions médicamenteuses sont répertoriées pour le millepertuis. Déconseillé avec d'autres antidépresseurs (risque d'apparition d'un syndrome sérotoninergique), la plante est contre-indiquée pour certains médicaments métabolisés par l'une des principales isoenzymes des cytochromes P450 (CYP3A4). Ainsi, la plante est à proscrire en cas de traitements par :
- Médicaments anticoagulants oraux ;
- Ciclosporine (immunosuppresseur) ;
- Tacrolimus, Sirolimus ;
- antirétroviraux inhibiteurs de protéases (anti VIH) ;
- Inhibiteurs non nucléosidiques de la transcriptase inverse (anti VIH) ;
- Irinotécan (anticancéreux) ;
- Anticonvulsivants (Carbamazépine, Éthosuximide, Felbamate, Fosphénytoïne, Lamotrigine, Phénobarbital, Phénytoïne, Primidone, Tiagabine, Topiramate, acide valproïque, valpromide), sauf gabapentine et vigabatrine.

Et elle est déconseillée en cas de traitements par :
Digoxine, théophylline, phénytoïne, contraceptifs oraux (risque de grossesse).
Le millepertuis peut, chez certaines personnes, exacerber les émotions. Il peut également inhiber l'effet de médicaments comme la digoxine, la théophylline, les anticoagulants à base d'anti-vitamine K, des contraceptifs oraux et certains antidépresseurs, ou d'autres moins utilisés comme la ciclosporine, des traitements contre l'infection à VIH (sida) comme l'amprénavir ou l'indinavir, ou certains anticancéreux.

### Pharmacologie
Pour expliquer son action sur l'humeur dans la dépression, on a fait l'hypothèse que le millepertuis agirait au niveau neuronal de façon analogue aux antidépresseurs médicamenteux en inhibant la recapture de certains composants, comme la dopamine, la sérotonine et la norépinéphrine.
Le millepertuis comporte un très grand nombre de composés actifs.[réf. nécessaire] Parmi les très nombreuses molécules actives identifiées (en fait des pigments), l'on retrouve principalement les groupes suivants :
[réf. nécessaire]
- les dérivés du phloroglucinol avec l’hyperforine ;
- les flavonoïdes, mais aussi les biflavones avec l’amentoflavone ;
- les caroténoïdes : responsables de la coloration jaune des fleurs de millepertuis, ce sont des xanthophylles liposolubles souvent combinés à l’acide myristique. Ces xantophylles hydroxylés de type lutéine peuvent aussi être : monoépoxydés avec la trollixanthine et le trollichrome ou diépoxydés comme la violaxanthine et la lutéoxanthine. Le groupe des xantophylles époxydés représente 95 % des pigments liposolubles ;
- les procyanidines ;
- et certainement encore d'autres substances encore à identifier.

Attention, ces composés d'un rouge intense ont des propriétés phototoxiques. Des bovins en ayant consommé jusqu’à 7 g (dose estimée) ont présenté des symptômes phototoxiques à type de bulles ou de brûlures, pouvant aller jusqu'à la mort.[réf. nécessaire] Mais les doses utilisées en médecine humaine sont 50 fois plus faibles, ce qui élimine, de principe, les complications phototoxiques.[réf. nécessaire] Cependant les patients absorbant plus de 100 mg de principe actif par jour, doivent éviter toute exposition solaire intense et/ou prolongée.[réf. nécessaire]

### Recherche et développement
La recherche et l'analyse concernant l'ensemble de ces composés est actuellement en plein essor notamment en Europe et en Amérique du Nord. Mais trouver une nouvelle molécule en laboratoire, ne signifie pas trouver une nouvelle molécule active. Pour ce faire, des études cliniques portant sur de larges groupes de patients sont nécessaires. Le but étant évidemment pour l'ensemble des laboratoires, la recherche et la découverte d'une molécule originale, brevetable et donc exploitable commercialement.
En fait, il semble qu'en 2005, nous en sommes face au millepertuis au stade où en était Bayer face à l'écorce de saule en 1865. Mais il est vrai que le produit apparaît beaucoup plus complexe, ceci malgré l'emploi de techniques innovantes et hautement performantes, comme la Chromatographie Liquide Haute Performance (CLHP), la BSM (Biologie supra-moléculaire), etc.